# Фонтено, Шон
Шон Фонтено, также известный как Solo — американский актёр, наиболее известный как прототип Франклина Клинтона (которого он также озвучил) в игре Grand Theft Auto V.

## Биография
Шон Фонтено родился и вырос в Южной части Лос-Анджелеса, где окончил среднюю школу Локк. Чуть позже вступил в банду Crips, где ему пришлось часто участвовать в перестрелках. Но вскоре Фонтено принял решение уйти из банды и встать на правильный путь, поскольку ему пришлось испытать все тяготы бандитской жизни.

Я был по обе стороны пистолета. Я не хочу себя слишком выпячивать, но я занимался этим. Я бывший член банды. Я бывший вор. Я бывший угонщик автомобилей. Я делал всё это. Я знаю, каково это быть по обе стороны пистолета, попасть в тюрьму и прочее. Чёрт, я знаю, каково это быть подстреленным. В меня стреляли несколько раз.
Оригинальный текст (англ.)I’ve been on both sides of the gun. I don’t want to put myself out there on blast, but I’ve done it. I’m an ex-gang member. I’m an ex-thief. I’m an ex-car stealer. I’ve done it. I know what it feels like to be on both sides of the gun, go to jail, et cetera. Man, I know what it feels like to be shot. I’ve been shot several times.

Шон Фонтено сыграл в фильмах «Третья отсидка» (2000) и «Мойка» (2001). Через три года он принял участие в озвучивании второстепенных персонажей в компьютерной игре Grand Theft Auto: San Andreas. В 2013 году его пригласили озвучить и выступить моделью Франклина Клинтона в игре Grand Theft Auto V. В одном из интервью Фонтено рассказал, что Франклин Клинтон — это его копия. В 2021 году снова озвучил Франклина Клинтона, вернувшегося в GTA Online: The Contract.

## Фильмография

### Фильмы
| Год  | Название фильма | Оригинальное название фильма | Роль       | Примечание |
| ---- | --------------- | ---------------------------- | ---------- | ---------- |
| 2000 | Третья отсидка  | 3 Strikes                    | Большой Мо |            |
| 2001 | Мойка           | The Wash                     | Фейс       |            |
| 2017 | Дом рассады     | Grow House                   | Барн       |            |

### Видеоигры
| Год  | Игра                                  | Роль                 | Примечание            |
| ---- | ------------------------------------- | -------------------- | --------------------- |
| 2004 | Grand Theft Auto: San Andreas         | Член банды Grove St. | озвучивание           |
| 2013 | Grand Theft Auto V                    | Франклин Клинтон     | озвучивание; прототип |
| 2021 | Grand Theft Auto Online: The Contract | Франклин Клинтон     | озвучивание; прототип |

## Примечание
1. ↑  Molina, Brett. Interview: Crime pays for 'Grand Theft Auto V' actors. USA Today (9 октября 2013). Дата обращения: 8 марта 2014. Архивировано 8 августа 2017 года.
2. ↑  Shawn Solo Fonteno. Дата обращения: 18 июля 2015. Архивировано 21 августа 2019 года.
3. ↑  Exclusive: Shawn Fonteno, the Voice and Likeness of GTA V’s Franklin Clinton, Talks with The Source | The Source. Дата обращения: 18 июля 2015. Архивировано 6 марта 2016 года.